# Enfluraan
Enfluraan is een damp (narcosegas) die men kan gebruiken voor algehele anesthesie. Het was samen met isofluraan de opvolgende generatie van halothaan.
Sinds de komst van nieuwere dampen zoals desfluraan en sevofluraan in de jaren 90 van de twintigste eeuw wordt Enfluraan niet meer gebruikt. 

## Algemeen
Enfluraan hoort bij de dampvormige anesthetica net als bijvoorbeeld ether, cyclopropaan, chloroform, halothaan, isofluraan, sevofluraan en desfluraan.

## Werking
Het mechanisme waardoor bij dampvormige anesthetica de anesthesie ontstaat is nog niet geheel bekend. Het werkt als een anestheticum en geeft een toestand van diepe slaap ook wel narcose of algehele anesthesie genoemd. Het geeft tevens pijnstilling (analgesie) en een bepaalde mate van verslapping (spierrelaxatie).

## Farmacologie
Enfluraan hoort net als halothaan bij de gehalogeneerde koolwaterstoffen. Chemisch gezien is het 1,1,2-trifluoro-2,chloroethyl-difluoromethylether ofwel C3H2ClF5O. De MAC-waarde van enfluraan is 1,6 in zuurstof (en 0,6 in 70% lachgas). Daarmee is enfluraan een van de meest potente dampen. Enfluraan (Ethrane) wordt minimaal (2,5%) gemetaboliseerd.

## Dosering
Enfluraan is een inhalatievloeistof die via een verdamper wordt toegediend en daarmee wordt toegevoegd aan het mengsel van zuurstof en lucht (of soms lachgas), waarmee een patiënt wordt beademd. De dosering wordt uitgedrukt in een percentage. Meestal wordt bij volwassenen tussen de 2,0-2,8% gebruikt tijdens de narcose (ongeveer 1,3 maal de MAC-waarde). Enfluraan is minder prikkelend dan isofluraan en kan eventueel gebruikt worden om iemand met een kap onder narcose te brengen. Voor elk dampvormig anestheticum is er een MAC-waarde vastgesteld zodat de sterkte onderling te vergelijken is.

## Bijwerkingen
In zeldzame gevallen kunnen alle huidige dampvormige anesthetica maligne hyperthermie geven bij gevoelige personen. Bij deze personen zijn dampen dus absoluut gecontraïndiceerd. Naast de normale bijwerkingen van dampvormige anesthetica zoals op de circulatie (lage bloeddruk, ritmestoornissen bij adrenalinegebruik) en op de ventilatie (ademhalingsdemping) is er potentieel nefrotoxiciteit (nierbeschadiging) en kans op epilepsie in hogere doseringen.

## Merknaam
Enfluraan, Ethrane, ethraan.